# Comté de Randolph (Indiana)
Pour les articles homonymes, voir Comté de Randolph.
Le comté de Randolph  est un comté de l'État de l'Indiana, aux États-Unis. Il comptait 27 401 habitants en 2000. Son siège est Winchester.